# Distretto di Jbeil
Il distretto di Biblo (Jbeil)  (in arabo قضاء جبيل‎?, Qaḍāʾ Jubayl) è un distretto del Libano, appartenente al governatorato di Kisrawān-Jubayl e con capoluogo Jbeil, l'antica Biblo.